# Ludivine Henrion
Ludivine Henrion (nascida em 23 de janeiro de 1984) é uma ciclista de estrada belga. Henrion conquistou a medalha de bronze no Campeonato Mundial de Ciclismo Universitário de 2006, atrás de Ellen van Dijk e Eva Lutz. Competiu como representante de seu país nos Jogos Olímpicos de Verão de 2012, mas terminou acima do limite de tempo.